# Episodi di La pietra di Marco Polo (seconda stagione)
La seconda e ultima stagione della serie televisiva La pietra di Marco Polo è andata in onda in Italia dal 18 febbraio al 13 maggio 1983 su Rai 2 all'interno del contenitore pomeridiano per ragazzi Tandem e in Germania sulla ZDF il 24 aprile e dal 5 giugno al 21 agosto 1986, con il titolo Der Stein des Marco Polo.
Il telefilm era suddiviso in due stagioni composte da 13 episodi ciascuna; in Italia andarono in onda in forma continuativa, mentre in Germania il primo episodio della seconda serie venne trasmesso subito dopo il termine della prima, mentre i restanti furono programmati due-tre mesi dopo. A differenza della stagione precedente, gli episodi della seconda serie furono programmati nel medesimo ordine anche in Germania.
| nº | Titolo italiano     | Prima TV Italia  |
| -- | ------------------- | ---------------- |
| 1  | Bulli e pupe        | 18 febbraio 1983 |
| 2  | Mania del secolo    | 25 febbraio 1983 |
| 3  | Il somaro           | 4 marzo 1983     |
| 4  | Lo sfratto          | 11 marzo 1983    |
| 5  | L'isola abbandonata | 18 marzo 1983    |
| 6  | Economia domestica  | 25 marzo 1983    |
| 7  | Cose che capitano   | 1º aprile 1983   |
| 8  | Il delfino          | 8 aprile 1983    |
| 9  | Aria di crisi       | 15 aprile 1983   |
| 10 | L'ubriaco           | 22 aprile 1983   |
| 11 | Mistero in Laguna   | 29 aprile 1983   |
| 12 | L'intruso           | 6 maggio 1983    |
| 13 | La cicogna          | 13 maggio 1983   |

## Bulli e pupe
- Prima televisiva: 18 febbraio 1983

### Trama
Ai cinque ragazzini si aggiunge un loro parente, ma devono vedersela con una banda rivale. Questi ultimi si impossessano della Pietra di Marco Polo, e per riprendersela gli tocca arrivare allo scontro frontale.
- Nota: In Germania questo episodio venne trasmesso come ultimo della prima stagione, a ridosso dei precedenti. I successivi saranno trasmessi due-tre mesi più tardi.

## Mania del secolo
- Prima televisiva: 25 febbraio 1983

### Trama
Valerio è rimasto solo poiché i suoi genitori sono partiti per un viaggio. Ospitato a casa di Adi, i suoi familiari si accorgono che l'ospite ha una dieta programmata nella quale deve mangiare determinati alimenti. La madre di Adi decide di seguire anch'essa la sua dieta e ben presto tutti la seguono.

## Il somaro
- Prima televisiva: 4 marzo 1983

### Trama
I cinque ragazzini si recano in campagna dai nonni, dove scoprono un mondo totalmente diverso rispetto a quello lagunare.

## Lo sfratto
- Prima televisiva: 11 marzo 1983

### Trama
La famiglia di Adi riceve un'intimazione di sfratto e i genitori hanno soltanto un mese di tempo per trovare un'altra sistemazione; i prezzi però sono al di fuori della loro portata.

## L'isola abbandonata
- Prima televisiva: 18 marzo 1983

### Trama
I cinque ragazzini si mettono ad ascoltare i racconti del capitano di quando era un bambino come loro. Si mettono così alla ricerca di un'isoletta sperduta nella quale l'uomo trascorreva le sue giornate.

## Economia domestica
- Prima televisiva: 25 marzo 1983

### Trama
La madre di Adi ha un'allergia che si trasforma in influenza; costretta a letto, i cinque ragazzini devono fare i conti con le faccende domestiche e per le spese giornaliere.

## Cose che capitano
- Prima televisiva: 1º aprile 1983

### Trama
Adi deve sottoporsi ad un intervento chirurgico per togliere le tonsille, ma lui non vuole saperne di ricoverarsi in ospedale.

## Il delfino
- Prima trasmissione: 8 aprile 1983

### Trama
Nella laguna di Venezia un giorno compare un delfino e i cinque ragazzi decidono di farlo addestrare da istruttori professionisti.

## Aria di crisi
- Prima trasmissione: 15 aprile 1983

### Trama
I genitori di Adi hanno un momento di stasi coniugale e, quando iniziano a parlare di separazione, il gruppo dei cinque ragazzini inizia ad avere timori sul loro futuro.

## L'ubriaco
- Prima trasmissione: 22 aprile 1983

### Trama
Al cantiere delle gondole, i ragazzini incontrano un uomo che ha il vizio di essere troppo attaccato alla bottiglia e il capitano inizia seriamente a preoccuparsi.

## Mistero in Laguna
- Prima trasmissione: 29 aprile 1983

### Trama
Durante un campeggio, i cinque ragazzi si imbattono in un gruppo di cacciatori di frodo e decidono di indagare sul loro conto, rischiando di persona.

## L'intruso
- Prima trasmissione: 6 maggio 1983

### Trama
Samuela si fidanza con un giovane che in breve tempo dimostra di essere un'altra persona rispetto a come si era presentato. I fratelli minori cercano di tirarla fuori dai pasticci.

## La cicogna
- Prima trasmissione: 13 maggio 1983

### Trama
Adi si imbatte in una cicogna con una ferita a una zampa e un'ala spezzata; insieme ai suoi compagni decide di curarla.